# Josip Katalinski
Josip "Škija" Katalinski (Sarajevo, 2 de maig de 1948 - Sarajevo, 9 de juny de 2011
) fou un futbolista bosnià de la dècada de 1970.
La seva trajectòria començà al FK Igman based d'Ilidža, un suburbi de Sarajevo, d'on passà el 1964 al FK Željezničar. Un any més tard hi debutà al primer equip. Jugà al club fins al 1975 on disputà més de 250 partits de lliga i marcà 48 gols. En total foren més de 350 partits i més de 100 gols. Amb el Željezničar guanyà la lliga iugoslava de l'any 1972. El 1975 marxà a l'OGC Nice francès. Hi jugà 150 partits fins al 1978, en què es retirà per una lesió.
Durant els anys 1970 fou 41 cops internacional amb Iugoslàvia, marcant 10 gols. El seu moment més destacat fou a la fase de classificació de la Copa del Món de futbol de 1974. Espanya i Iugoslàvia havien quedat empatades al capdavant del grup i va haver de disputar-se un matx de desempat al Waldstadion de Frankfurt del Main. Katalinski marcà l'únic gol del partit, esdevingué botxí d'Espanya i heroi local. Participà en el Mundial de 1974 i a l'Eurocopa de 1976. Fou nomenat futbolista iugoslau de l'any el 1974.